# Azercosmos
A Azercosmos Open Joint Stock Company (em azeri:  Azərkosmos Açıq Səhmdar Cəmiyyəti) é um operador de satélites com base no Azerbaijão e o primeiro operador de satélites na região do Cáucaso. É de propriedade integral do governo do Azerbaijão. Com o satélite de telecomunicações Azerspace 1, a empresa fornece serviços de banda larga e transmissão para seus clientes na Europa, África, Oriente Médio, Cáucaso e Ásia Central. Com o satélite de observação da Terra, o Azersky, a Azercosmos fornece imagens de satélite e serviços de informação geográfica.

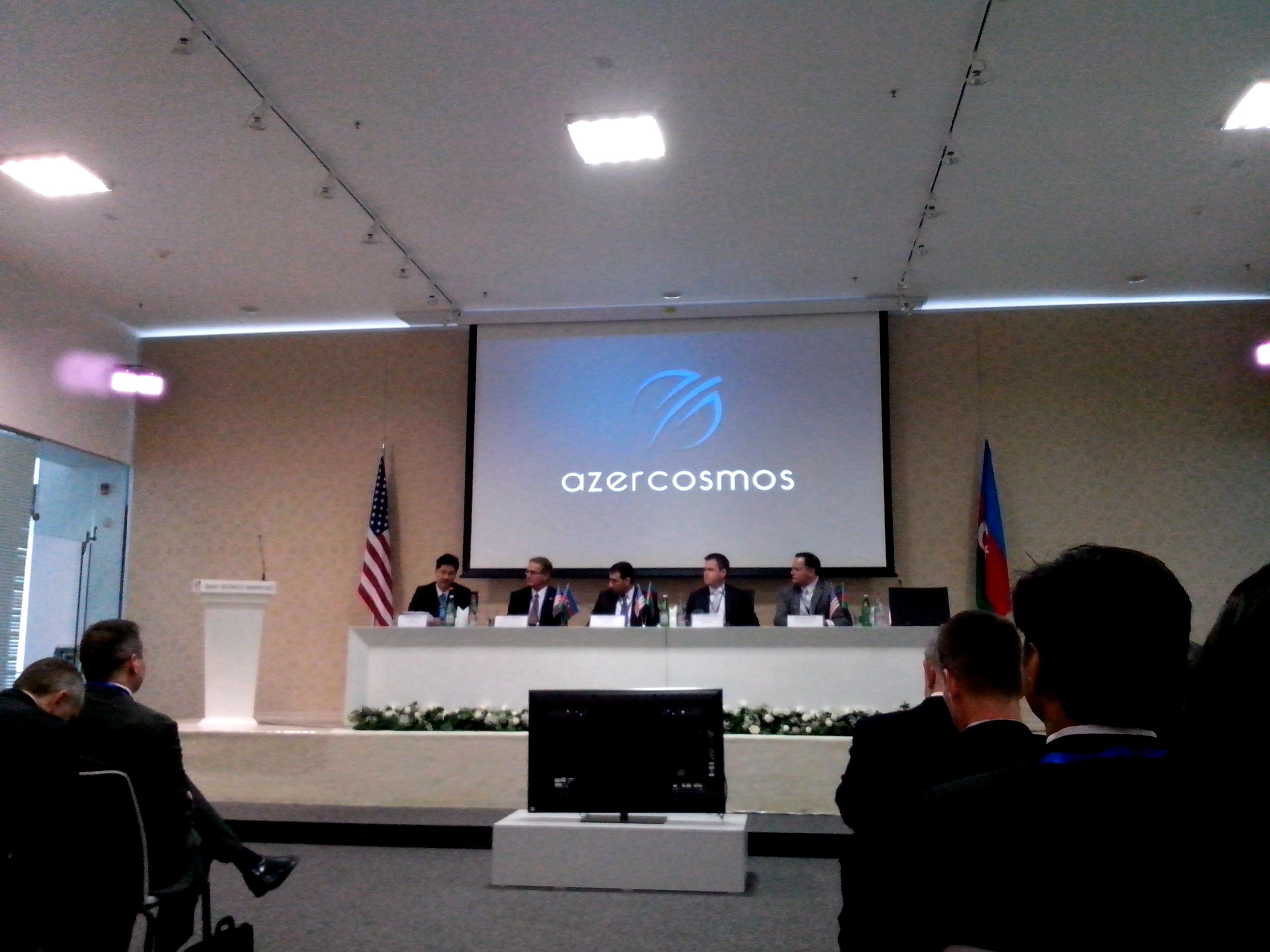
Azerbaijão-U.S. ICT Forum.

## Satélites

### Satélites de comunicações
| Satélite    | Fabricante                   | Data do lançamento     | Veículo de lançamento | Estado | Nota                              |
| ----------- | ---------------------------- | ---------------------- | --------------------- | ------ | --------------------------------- |
| Azerspace 1 | Orbital Sciences Corporation | 7 de fevereiro de 2013 | Ariane 5 ECA          | Ativo  | Também conhecido por Africasat 1A |
| Azerspace 2 | Space Systems/Loral          | 25 de setembro de 2018 | Ariane 5 ECA          | Ativo  | [ 5 ]                             |